# 对美里卡拉王的教训
《对美里卡拉王的教训》是用中古埃及语写成的文字。是古埃及第十王朝国王阿赫托伊写给自己儿子美里卡拉的教训，阐述了应当采取的国内外政策，对入侵埃及的贝都因人、对南方正在兴起的底比斯的政策，尤其对如何在乱世中加强王权进行了论述。写作时间为公元前2025年至公元前1700年间。